# تشاندا غان
تشاندا غان (بالإنجليزية: Chanda Gunn)‏ هي لاعبة هوكي الجليد أمريكية، ولدت في 27 يناير 1980 في شاطئ هنتنغتون في الولايات المتحدة.

## وصلات خارجية
- تشاندا غان على موقع EliteProspects.com (الإنجليزية)
- تشاندا غان على موقع أوليمبيديا (الإنجليزية)